# David Knudsen

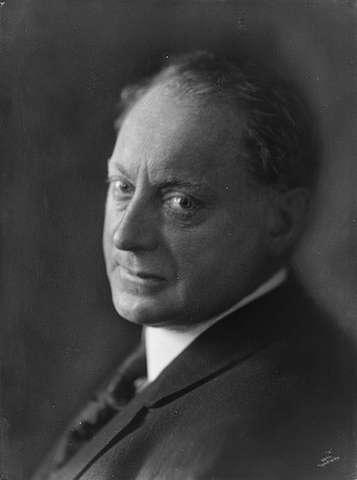
David Knudsen, 1922.

David Knudsen, född 8 augusti 1875 i Sørkedalen, död 3 juli 1952 i Oslo, var en norsk skådespelare, bror till skeppsmäklaren och bankmannen Karl Fredrik Knudsen.
Knudsen debuterade 1902 som Tabarin på Den Nationale Scene och hade senare stora dramatiska roller, som titelrollerna i Henrik Ibsens pjäser Brand och Peer Gynt och Paul Lange i Bjørnstjerne Bjørnsons Paul Lange och Tora Parsberg. På Fahlstrøms teater (från 1907) och Nationaltheatret (1911–1940) utvecklades han till en skarp och klok karaktärskomiker. I den klassiska komedin skapade han ypperliga figurer hos Shakespeare och Ben Jonson. Hans mästerverk var Celius i Nils Kjærs Det lykkelige valg, en uppgift som han gick in för med munter och mänsklig konst. Varianter av denna typ gjorde han som Helmer och Hjalmar Ekdal hos Ibsen och som statsråd Stabel i Johan Ludvig Heibergs Tante Ulrikke. Större värme och bredd hade hans Bjørnson-figurer, som Tjælde i Ett handelshus. Hans sista stora roll var kammarherren i Ibsens De ungas förbund (1950).
Knudsen spelade mellan 1925 och 1948 i flera filmer.

## Filmografi
Enligt Internet Movie Database:
- 1925 – Himmeluret
- 1927 – Fjeldeventyret
- 1927 – Sju dagar för Elisabeth
- 1932 – Lalla vinner!
- 1933 – Op med hodet!
- 1936 – Morderen uten ansikt
- 1939 – Mot nya tider
- 1939 – Filmen om Emelie Högqvist
- 1942 – Nordlandets våghals
- 1948 – Kampen om atombomben